# Фламандська дошка (книга)
Фламандська дошка (ісп. La tabla de Flandes) — роман іспанського письменника Артуро Переса-Реверте, виданий у 1990 році видавництвом Alfaguara.

## Сюжет
Дія роману відбувається в Мадриді наприкінці XX століття та пов'язана з картиною фламандського художника Пітера ван Гюйса, відомою як «Шахова партія» або «Фламандська дошка». Під час її реставрації, реставратор Хулія під шаром фарби виявляє укритий напис. Цим написом художник ставить запитання: Хто вбив лицаря? На картині зображені персонажі Середньовіччя — представники ворогуючих Франції та Бургундії, які грають в шахи. Зважаючи на те, що один з них на момент написання картини був вбитий, Хулія доходить до висновку, що «Фламандська дошка» містить зашифровану інформацію щодо вбивці.
В своїх пошуках Хулія звертається за допомогою до своїх приятелів: фахівця з історії мистецтва Альвареса та антиквара Сесара. Але невдовзі Альвареса знаходять мертвим у власній оселі. А згодом Хулія розуміє, що втягнута у шахову партію, зображену на середньовічній картині та яку хтось намагається зіграти у сучасності. Проте ціна кожної шахової фігури — людське життя. За допомогою Муньйоса, шахіста одного з шахових клубів, шахову загадку вдається розв'язати та встановити вбивць, як у XV, так і у XX століттях.

## Відгуки
За словами кандидата філологічних наук, доцента кафедри теорії та практики перекладу Національного Університету «Запорізька політехніка» Гури Н. П.,  роман «Фламандська дошка» є одним з перших арт-детективів, в яких події розгортаються навколо видатних імен світу мистецтва та їх творів.

## Екранізація
У 1994 році кінокомпанією Ciby 2000 за мотивами книги був знятий однойменний фільм.